# Douzillac
Douzillac település Franciaországban, Dordogne megyében. Lakosainak száma 846 fő (2022. január 1.). Douzillac Saint-Germain-du-Salembre, Beauronne, Saint-Jean-d’Ataux, Neuvic, Sourzac és Saint-Louis-en-l’Isle községekkel határos.

## Népesség
A település népességének változása:
| Lakosok száma | 716  | 604  | 628  | 784  | 806  | 807  | 795  | 792  | 810  | 846  |
|               | 1968 | 1982 | 1990 | 2006 | 2013 | 2015 | 2017 | 2019 | 2020 | 2022 |